# 苟王寨造像
苟王寨造像位於四川省眉山市洪雅縣將軍鄉，文物遺址年代判定為明。2002年12月27日公佈為四川省第六批省級文物保護單位。